# Ресторан-столовая
Ресторан-столовая (ранее ресторан «Фонтан») — один из корпусов санатория «Гурзуфский» в Гурзуфе, построенный в 1885 году по проекту архитектора П. К Теребенёва по заказу Петра Ионовича Губонина, владельца гурзуфского имения, известного, как Гостиницы Губонина. Памятник градостроительства и архитектуры федерального значения России, согласно законодательству Украины — памятник культурного наследия.

## Описание
Ресторан расположен возле главной площади комплекса гостиниц, между корпусами Ривьера и Парк. По современным обмерам общая площадь 2332 м², внешние размеры 85 на 52,4 м, высота до карниза — 10,8 м. Здание построено в одном стиле со всеми гостиницами курорта, характерном для зданий Южного берега начала XX века, с использованием разных архитектурных объёмов, комбинирующих элементы модерна и стиля «ориент».
Представляет собой сложную в плане разновысокую, из-за размещения на рельефе с крутым уклоном к юго-западу, одно-трёхэтажную постройку с цоколем, сложенную из колотого серого мраморовидного гаспринского известняка. Здание состоит из трёх частей: исторический обеденный зал, кухня и обеденный зал, пристроенный в советское время.
Исторический главный вход в ресторан устроен в увенчанном куполом шлемовидной формы ризалите по центру юго-восточного фасада. К центральному ризалиту ранее примыкали террасы с перголами, в советское время переделанные в одноэтажные веранды. Края главного фасада акцентированы слабо выступающими ризалитами. Первоначальный двухсветный обеденный зал расположен по направлению северо-запад-юго-восток. Оборудован окнами с лучковыми, трёхлопастными завершениями стрельчатой формы и завершается «зенитным световым фонарём». К торцам здания изначально примыкали пятигранные двухсветные эркеры, но эркер на юго-восточном фасаде был разобран при поздних перестройках и на его месте возвели ещё один обеденный зал и был устроен отдельный вход. Новый зал состоит из двух частей: двухсветного одноэтажного основного зала и двухэтажной, треугольной со скругленным углом постройки с обеденным залом и вестибюлем.

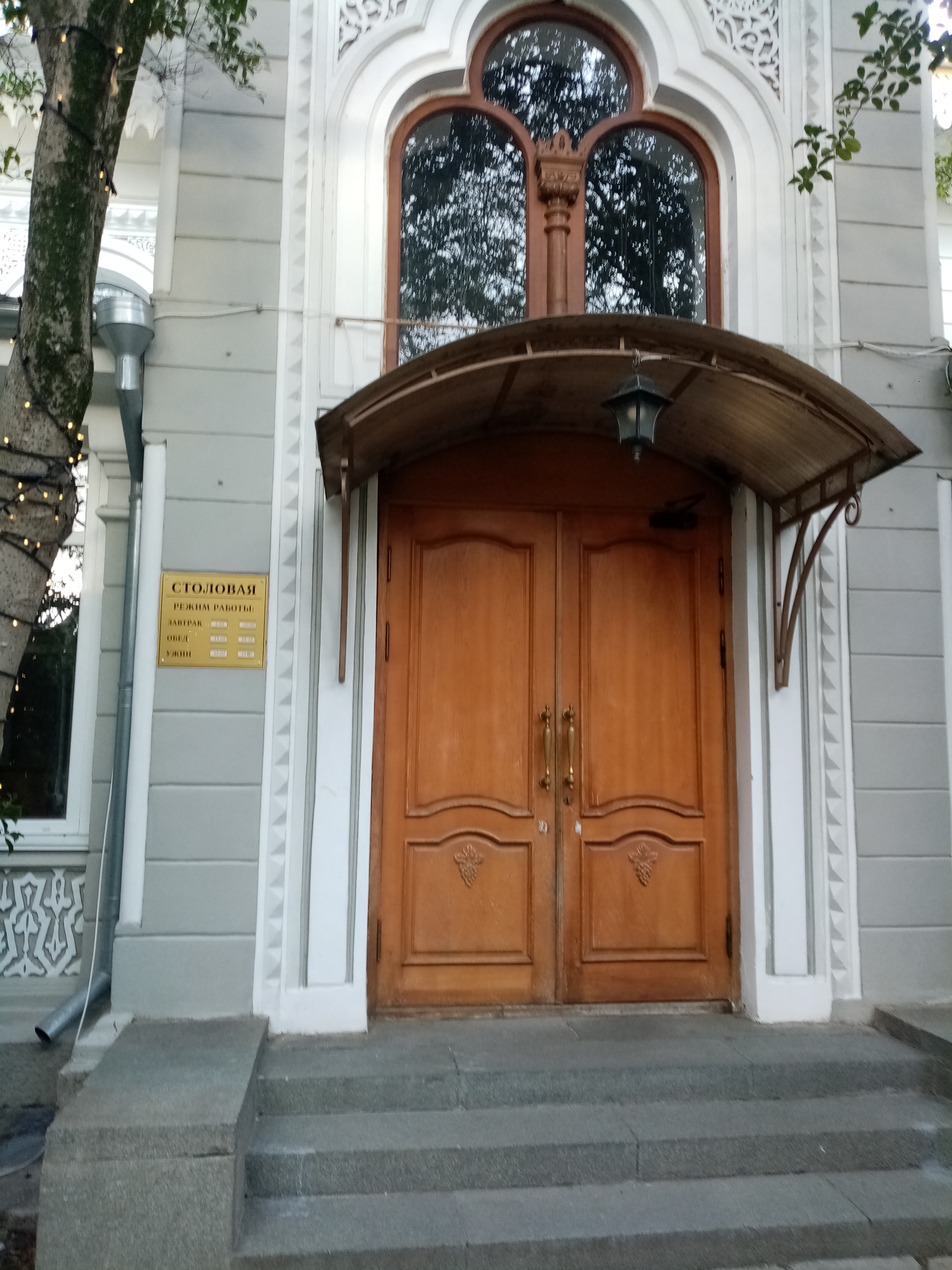
Вход в ресторан
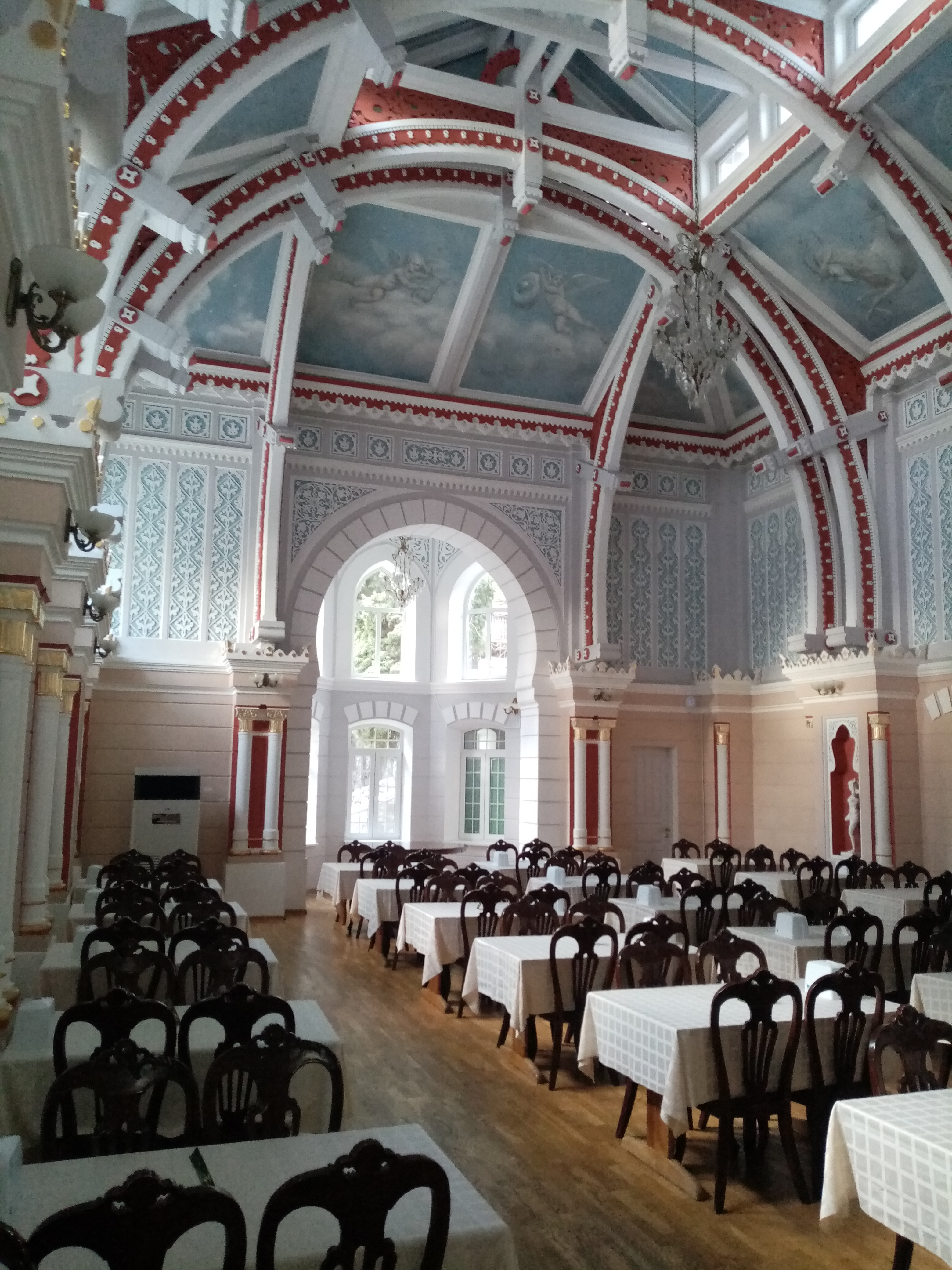
Интерьер ресторана «Фонтан».
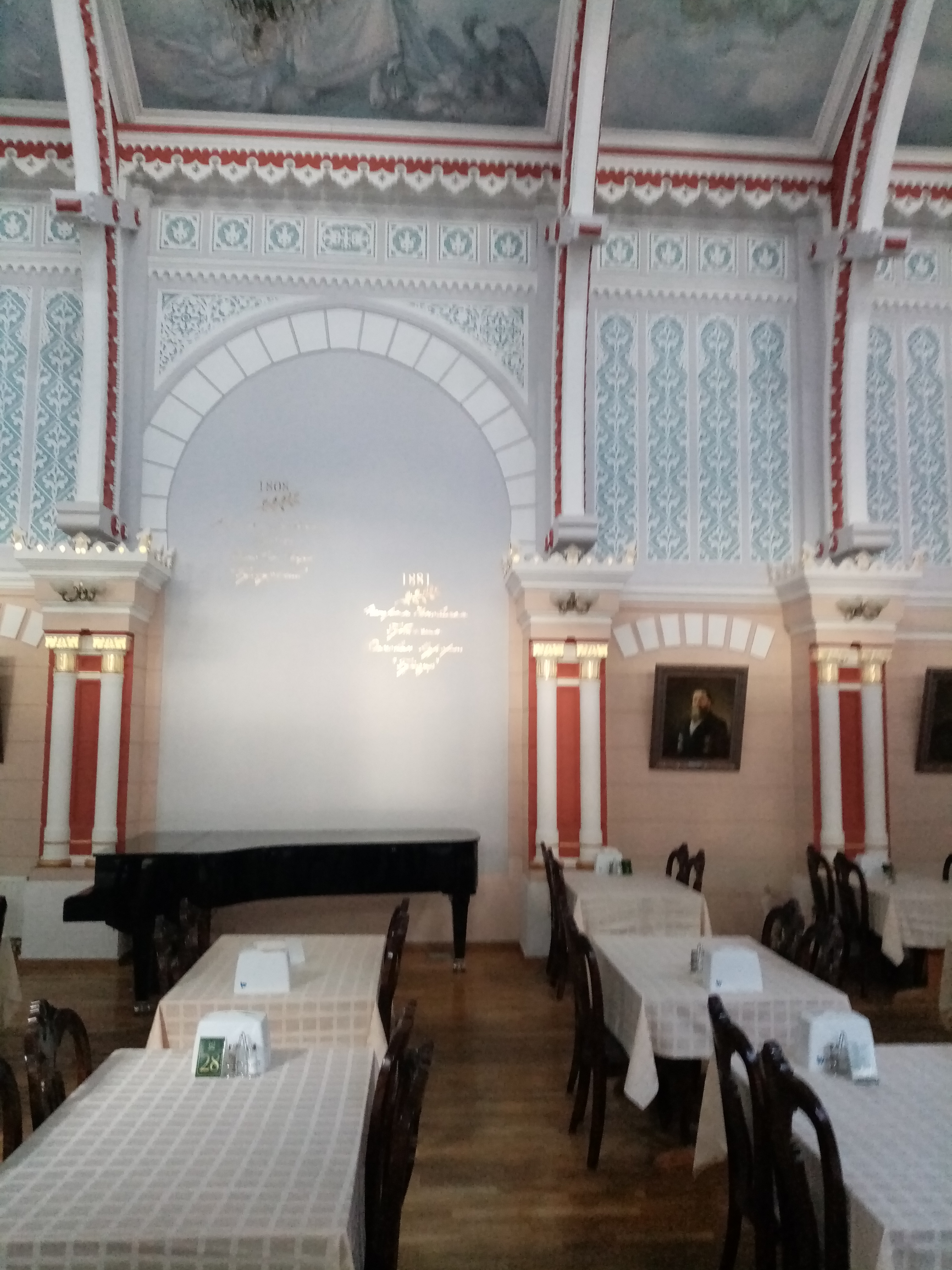
Интерьер ресторана «Фонтан».
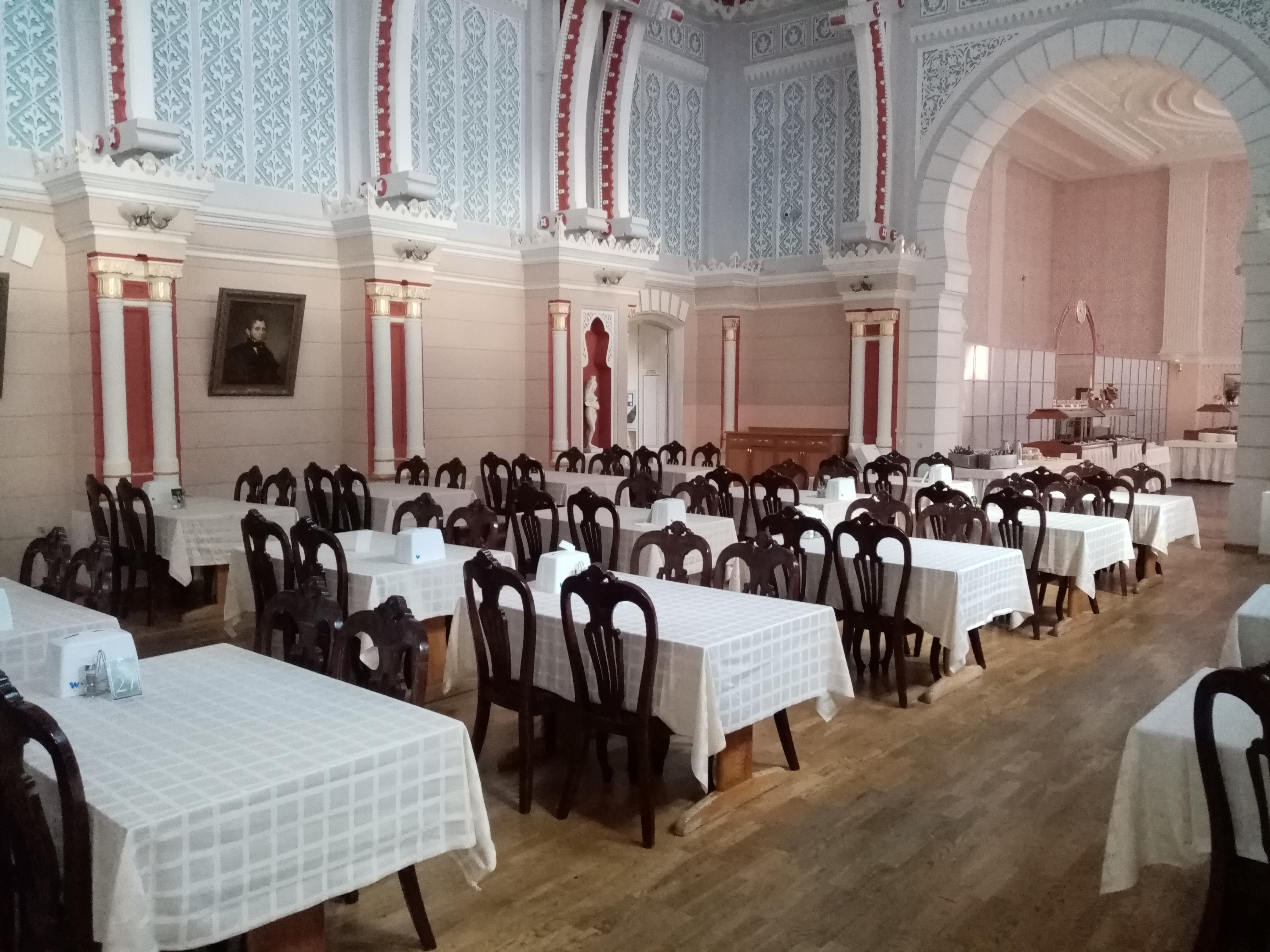
Интерьер ресторана «Фонтан».
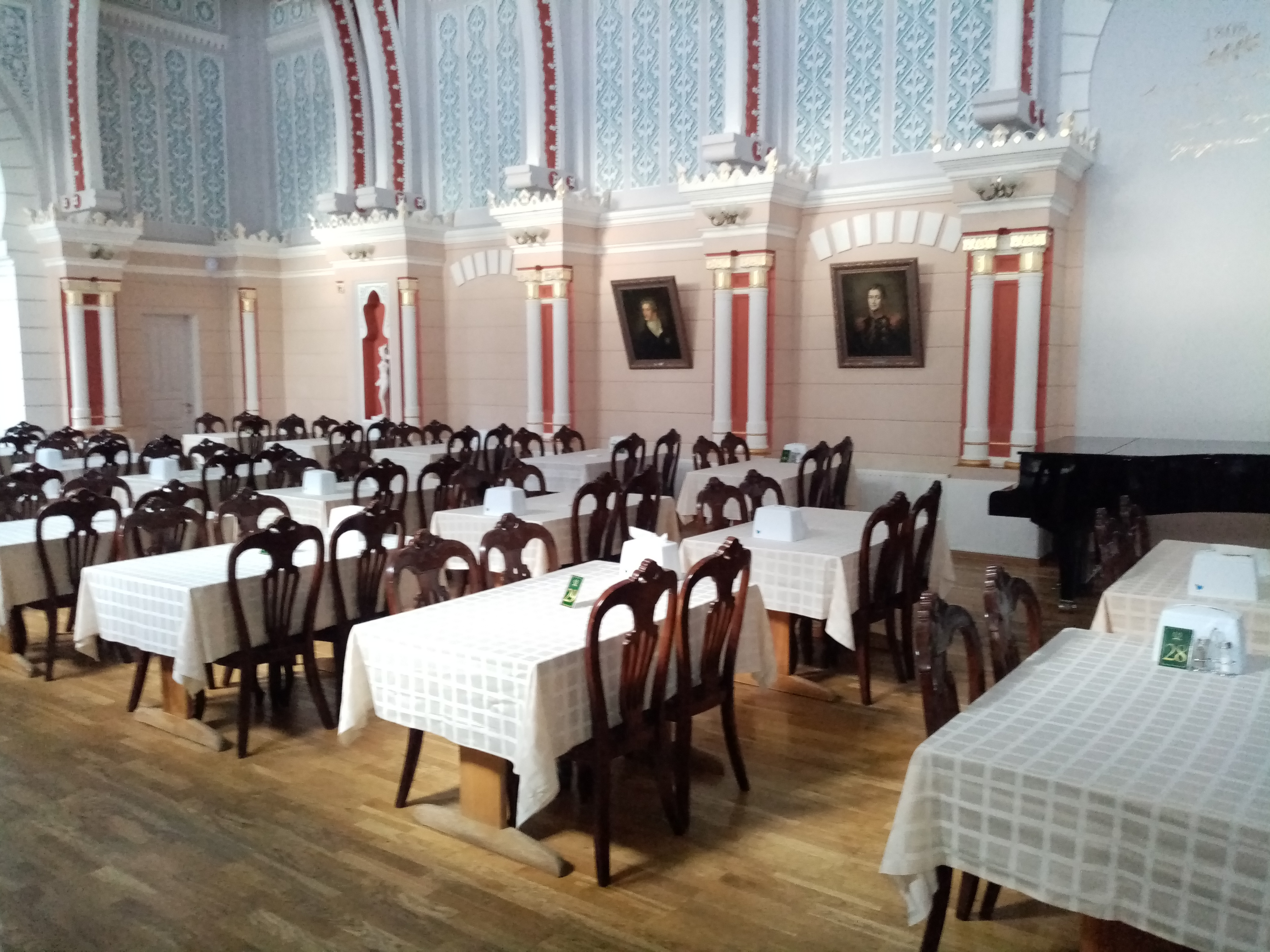
Интерьер ресторана «Фонтан».

## История
Ресторан при курорте, оформленный в стиле классицизма, был открыт в 1885 году. Три входа на главном фасаде вели в большой двухсветный зал, снаружи вдоль него во всю длину здания располагалась терраса, на которой в тёплый сезон также стояли столики для гостей. Рядом с рестораном играл военный духовой оркестр, по воскресеньям в большом зале устраивались танцы. Освещение обеспечивалось двумя электрическими фонарями мощностью по 1000 свечей. Кроме собственно ресторанной кухни были устроены «московская булочная» и пекарня, снабжавшие выпечкой не только курорт, но и население Гурзуфа и окрестностей. Перед рестораном, на главной площади курорта, для развлечения отдыхающих соорудили изящную летнюю сцену-раковину, где с 1 августа по 1 октября с 16 до 22 часов играл специально приглашенный из Одессы военный оркестр из 40 музыкантов. Также на летней сцене устраивались танцевальные вечера и концерты гастролировавших артистов.
Провизия доставлялась, в основном, с ялтинского рынка, часть из Симферополя, иногда из других районов Крыма. На месте, на устроенном восточнее Гурзуфа «рыболовном заводе», добывалась рыба — барабулька, камбала калкан, кефаль и устрицы. Из Керчи привозились хамса, сельдь, осетры, белуга и зернистая икра. На собственном огороде выращивались овощи и свежая зелень, имелись собственные бахчи, с которых получали арбузы различных сортов и лучшие в округе дыни. Баранина употреблялась местная и отличалась нежным мясом без специфического запаха, говядина же, поставляемая из Екатеринославской губернии, ввиду дальности доставки высоким качеством не отличалась. Поставляемая из Симферополя домашняя птица перед забоем откармливалась. Также подавалась в столу всевозможная дичь. Молоко поставляла собственная ферма, масло выписывали из Курской губернии
Сохранилось множество свидетельств о ценах и распорядках в ресторане, хотя, в принципе, расценки были на уровне ялтинских. На 1889 год в путеводителе Анны Москвич ресторан оценивался «во вкусе лучших парижских». Завтраки с 11 до 13 часов и обеды (с 15 до 18 часов) отпускались порционно, от 40 копеек и дороже за блюдо. Также в номера доставлялись горячие блюда до 22 часов и до 23-х — холодные.
Согласно путеводителю на 1901 год в ресторане обед предлагался по 1 рублю, завтрак — 40 копеек и месячный абонемент на завтрак из 2 блюд и обед из 3-х по 40 рублей. На 1912 год предлагались месячные абонементы на питание: завтрак из 2 блюд и обед из 4-х — 50 рублей; завтрак из 1 блюда и обед из 3-х — 40 рублей; только обед из 3 блюд — 25 рублей. Для прислуги питание обходилось в 18 и 25 рублей. Без абонемента завтрак из 2 блюд (с 11 до 14 часов) обходился в 75 копеек, обед в 3 блюда (с 16 до 19 часов) — 1 рубль 25 копеек.
После национализации имения и создании в 1922 году на базе курорта «Военно-курортной станции для красных командиров», ресторан был преобразован в столовую, в этом статусе пребывает по настоящее время. В советский период были произведены реконструкции здания — пристроен ещё один обеденный зал и устроен отдельный вход. Распоряжением Правительства Российской Федерации № 2073-р от 17 октября 2015 года «Ресторан-столовая Комплекса дач-гостиниц П. И. Губонина» отнесена к объектам культурного наследия федерального значения.